# Pont Saint-Barthélémy
Der Pont Saint-Barthélémy ist eine Steinbrücke aus dem 18. Jahrhundert, die über die Seine in der französischen Stadt Châtillon-sur-Seine führt.
Die Brücke befindet sich östlich der Altstadt und führt auf eine von der Seine gebildeten Insel. Sie überspannt den südlichen Seine-Arm. Folgt man der Allée des Boulangers gelangt man zum Pont des Boulangers, der über den nördlichen Arm geht.
Der Pont Saint-Barthélémy wurde 1789 nach dem Abriss des kleinen Pont des Grilles errichtet, dessen Bögen zu niedrig waren, um einen ungehinderten Wasserdurchfluss zu gewährleisten. Diese kleine auch Pont du Recept genannte Brücke wurde 1650 in die Stadtmauer gebaut um eine kleine Gitteröffnung zu ersetzen, die bei starken Überschwemmungen nicht standhielt.